# 北樸茨茅斯 (英國國會選區)
北樸茨茅斯（英語：Portsmouth North），英國國會一自治市選區，包括英格蘭東南部漢普郡樸茨茅斯北部。始設於1918年，1950年被撤銷，1974年恢復。
本區自恢復以來多支持工黨，但在2010年大選中保守黨的莫佩琳擊敗尋求連任的莎拉·麥卡錫-弗萊，以44.3%選票勝出該區首次當選。